# 아레아

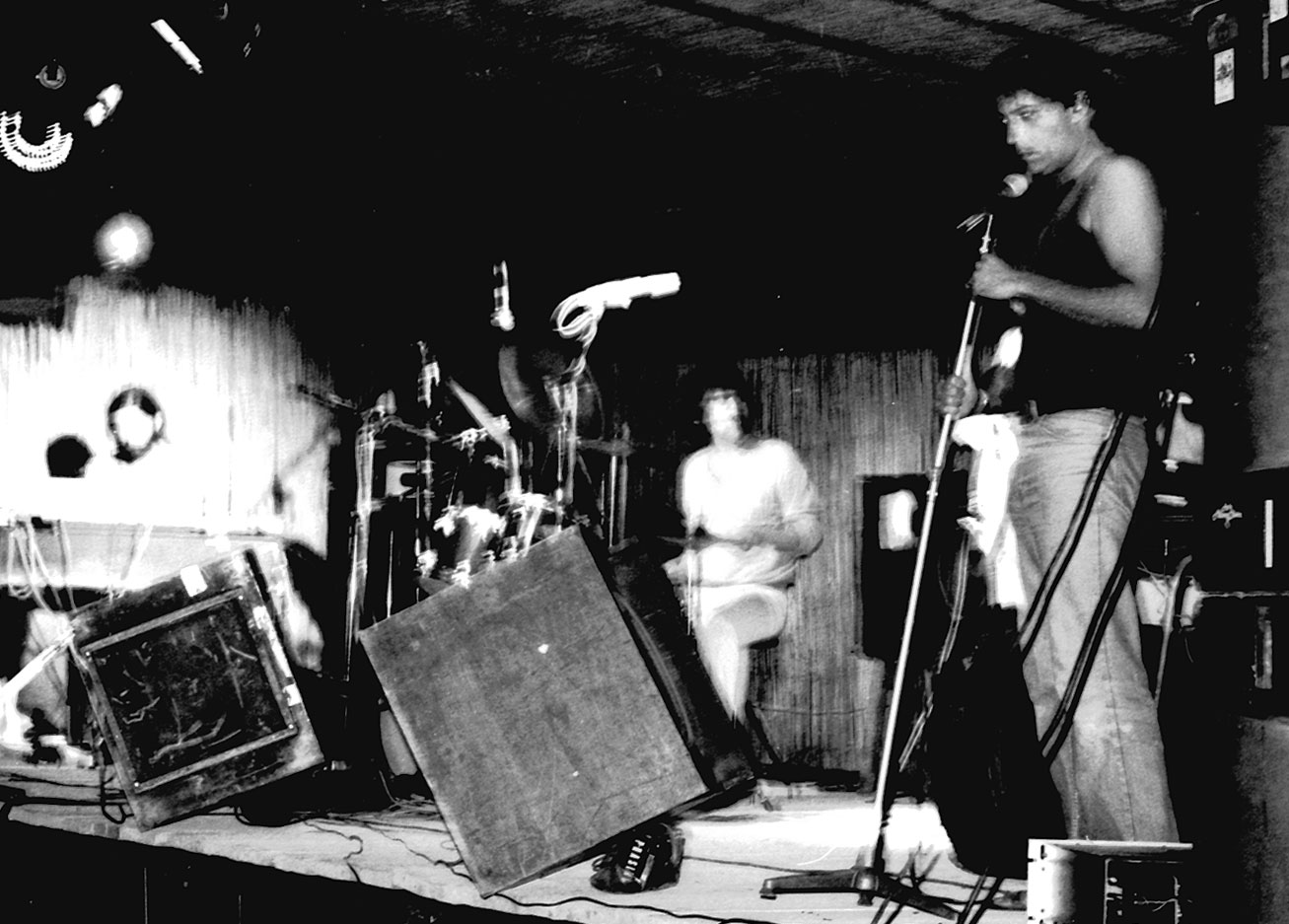

아레아(Area - International POPular Group)는 이탈리아의 재즈 퓨전그룹이다. 1972년 보컬 데메뜨리오 스뜨라또스와 드러머 쥴리오 카피오쪼가 결성했다. 70년대 이탈리아 프로그레시브 록의 가장 중요한 밴드중 하나이다.

## 데메뜨리오 시대
프리 재즈와 민속 음악의 과감하게 결합하였으며 다른 재즈록 밴드들에 비해 훨씬 강력한 사운드로 연주하였던 밴드이다. 자유분방한 변박과 즉흥을 구사하면서도 록적인 힘을 유지하는 연주력, 그리고 민속음악적 색깔을 띠면서도 다양한 보컬 스타일을 가진 데메뜨리오의 존재가 아레아 사운드의 두 축이다. 현대음악적인 색깔도 가지고 있으며 이후 방코나 PFM등이 상업적으로 변질되던 것과는 달리 끝까지 재즈록의 색깔을 잃지 않았다. 아르띠 에 메스띠에리와 함께 이탈리아 재즈록의 상징적 존재이다.
아레아는 1972년 밀라노에서 결성되었다. 리더였던 보컬 데메뜨리오는 그리스 출신이다. 소소한 멤버교체후 1집 Arbeit Macht Frei(노동이 자유케 하리라)를 녹음한다. 아우슈비츠 강제 수용소에 적혀있던 글귀이며 실제 사건들에서 소재를 얻어 가사를 썼다. 아레아는 록, 재즈, 아랍 음악, 동유럽(특히 불가리아) 음악 등이 뒤섞인 프로그레시브 록으로 결성 직후부터 칠레와 파리 등으로 투어를 다니는 등 존재감을 드러냈다. 그들은 처음부터 사회주의적 색깔을 띠었으며 절정의 연주력을 선보였다. 앨범에는 작곡에 건반인 파리셀리 위주로 적혀있지만 1집 녹음 이전에 탈퇴했던 기타 조니의 기여도가 꽤 높았다고 한다.
1974년 패트릭 지바가 밴드를 나갔는데 그는 훗날 PFM에서 연주하게 된다. 처음엔 색서폰이 사운드를 지배하기도 했으나 멤버 교체 후 기타와 건반의 색이 강해졌다. 크램프 레이블의 대표인 쟌니 사씨는 6번째 멤버라고 할만했는데 그는 밴드의 이미지를 관리했다. 사씨는 당시 이탈리아 내의 다양한 문화활동에 개입하고 있었으며 플럭서스 운동의 주요 멤버였다. 아레아는 트리에스테의 병원에서 "치료적 공연"을 하기도 했으며 곧 2집 Caution Radiation Area를 녹음한다. 그들은 조앤 바에즈와 함께 베트남전 반대 공연을 가지기도 했다.
1975년에는 더 많은 페스티벌에 참여했으며 3집 Crac!을 녹음했고, 이 앨범은 프랑스에서 발매되기도 했다. 1976년 그들의 앨범은 일본에서도 배급되었으며 200회 가까운 공연을 진행했다. 그들은 노동계급이 주로 거주하는 외각지역에서도 종종 공연했다. 쥴리오와 아레스가 안드레아 밍가르디 오케스트라를 도와주느라 몇달 밴드를 쉬는 사이 나머지 멤버들은 라이브 Event 76과 앨범 Maledetti를 녹음했다.
멤버도 바뀌고 레이블도 바뀐 다음 새 앨범 1978 Gli Dei Se Ne Vanno, Gli Arrabbiati Restano!를 녹음한다. 그들은 포르투갈에서 공연하고 쿠바에서도 공연했다. 쿠바 공연은 반제국주의 연대, 평화, 우정을 주제로 한 것이었다. 1979년 그들은 PFM의 리더 마우로 파가니의 음반에 게스트로 참여했다. 4월에 데메뜨리오는 재생불량성빈혈이라는 진단을 받고 상태가 금세 악화되었다. 치료를 위해 뉴욕으로 이송되었고 남은 친구들은 그의 쾌유를 위한 공연을 기획했지만 결국 그 공연은 추모공연이 되고 만다. 공연에는 10만명이상 모여 100명이 넘는 음악인들이 공연을 했다. 데메뜨리오는 79년 6월 13일에 사망했으며 골수이식을 기다리는 동안 심근 경색으로 죽었다. 겨우 34세였다.

## 분열과 재결성
데메뜨리오 사후 6집 Tic & Tac을 발매했다. 아리스토파네스의 코미디 연극을 위한 음악 Gli Ucceli를 녹음했다. 이 연극은 100회 이상 무대에 올랐으며 밴드는 게스트 멤버의 도움을 받아 몇차례 공연도 했다. 82년에는 같은 극단의 연극 트리스탄과 이졸데의 음악을 만든다. 결국 밴드는 해산하고 멤버들은 각자 경력을 이어나가게 되었다.
아레아 II라는 이름의 밴드가 생겼지만 사실상 드러머 쥴리오의 프로젝트였고, 아레아의 색깔보다는 좀 더 재즈에 가까운 것이었다. 두장의 앨범을 내었다.
1993년 그들은 다시 모여서 공연을 시작했지만 일부 멤버 조정이 있고나서 1997년에 앨범 Chernobyl 7991이 나왔다. 공연은 계속되었지만 아레아로도 아레아 II로도 이루어졌다. 드러머 쥴리오는 성격이 고약한 사람으로 밴드내에서 그로 인해 밴드가 분열될뻔한 경험이 종종 있었는데 발작을 일으켜 2000년에 사망했다.
죽은 드러머 쥴리오의 아들 크리스티앙이 드러머로 나서고 마우로 파가니가 보컬을 맡아 그들은 데메뜨리오 추모공연을 2009년에 가졌다. 이 멤버로 여러 공연이 성사되었다. 그런가 하면 다른 멤버로 데메뜨리오 추모공연이 진행되기도 했다.
아레아는 2010년 공식적으로 재결성하고 공연을 진행 중이다. Live 2012를 발매하기도 했다.

## 음반 목록
- 1973: Arbeit macht frei
- 1974: Caution Radiation Area
  - 1975: Are(A)zione
- 1975: Crac!
- 1976: Maledetti (Maudits)
  - 1979: Event '76 (recorded in Milan, 26 October 1976)
  - 1996: Parigi-Lisbona (recorded in Paris and Lisboa, 1976)
  - 1996: Concerto Teatro Uomo (recorded in Milan, 29th or 30 April 1977)
  - 2004: Live in Torino 1977
- 1978: 1978 Gli Dei Se Ne Vanno, Gli Arrabbiati Restano!
- 1980: Tic&Tac
- 1986: Area II° (as Area II)
- 1987: City Sound (as Area II)
- 1997: Chernobyl 7991
- 2012: Live 2012

## 같이 보기
- 아트 록
- 전자 음악
- 실험 음악
- 재즈 퓨전
- 재즈 록
- 프로그레시브 록
- 월드 뮤직